# (28513) Guo
(28513) Guo (2000 CM126) – planetoida z pasa głównego asteroid okrążająca Słońce w ciągu 3,72 lat w średniej odległości 2,4 j.a. Odkryta 5 lutego 2000 roku.